# 전자파 적합성

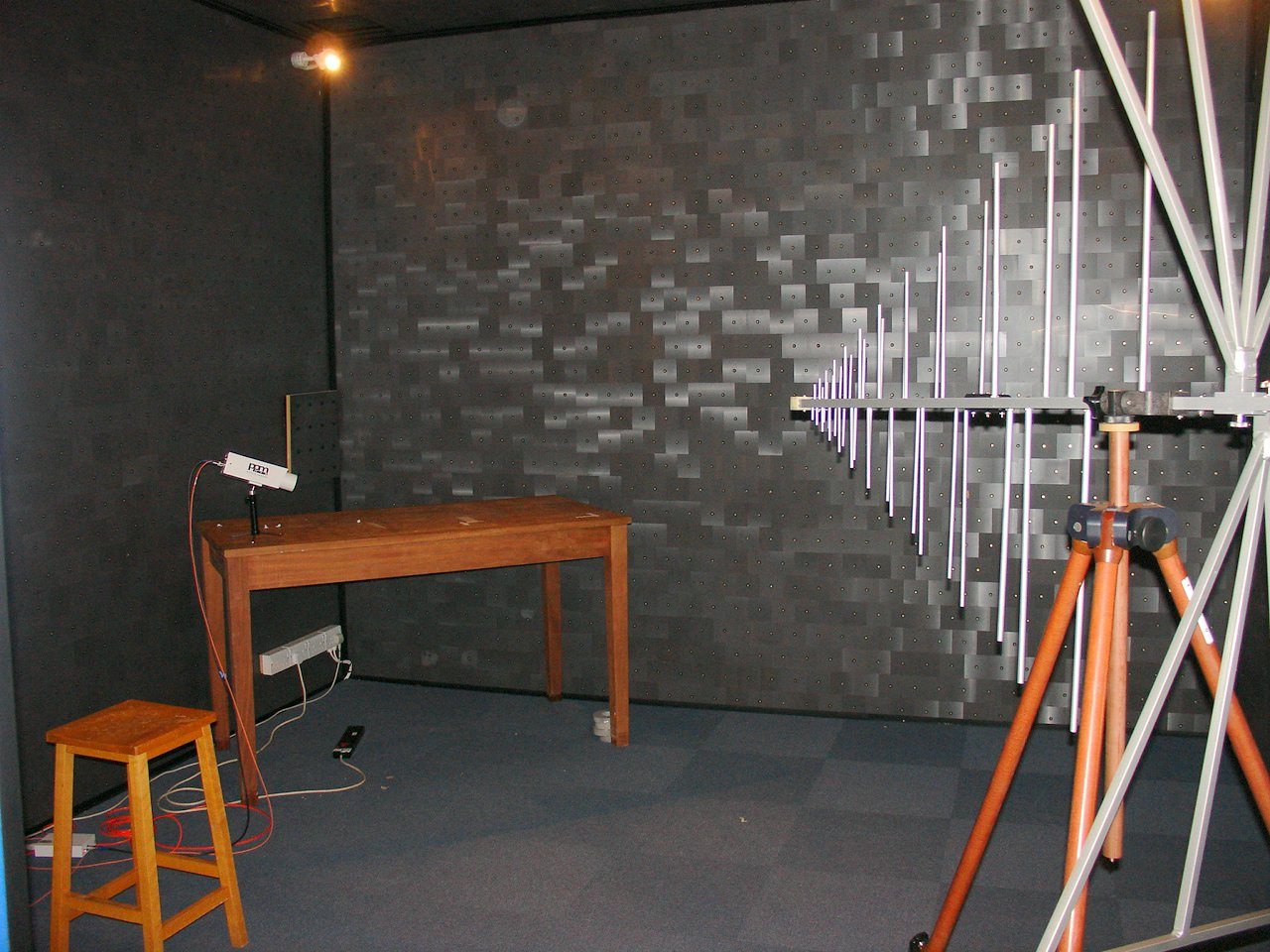
전자기 적합성 시험실

전자기 적합성은 전기·전자 기기 가 우발적으로 발생하여 전파되는 원치 않는 전자기력 에너지, 즉 전자기 장해(EMI)로부터 받는 장해를 적정 수준 이하로 낮추는 것을 연구하는 전기 과학의 한 분야이다. EMC(Electromagnetic Compatibility)로 약칭된다.
전자기 적합성의 개선을 위한 전자기 장해의 억제는 두 가지 방법을 통해 이루어진다. 하나는 불요파의 방사성 방출을 억제하는 것이고, 다른 하나는 전자 기기의 불요파에 대한 감응성을 낮추어 내성을 갖게 하는 것이다. 불요파가 발생하는 기기를 발생원이라 하고 불요파의 간섭을 받는 기기를 감수품이라 한다.

## 용어의 정의
미국 표준 협회는 전자기 적합성이란 전기·전자 기기가 통상적으로 사용되는 전자파 환경 안에서, 규정된 안전 범위 안에서 전자기 장애로 인한 성능의 저하를 겪거나 다른 전기·전자 기기에 피해를 주지 않고 설계된 수준이나 성능으로 동작하는 능력이라 정의하고 있다.

## 전자기 장해
전자기 장해는 본질적으로 원치 않는 전자파가 발생하는 현상 때문에 일어난다. 따라서 전자기 장해를 이루는 요소는 다음의 세가지로 생각해 볼 수 있다.
- 반드시 장해를 일으키는 전자파 에너지의 발생원이 있다.
- 장해 전자파의 세기가 허용한계를 넘어설 때 피해를 받는 기기가 있다.
- 발생원에서 감수품 사이에 전자파가 전달되는 경로가 있다.

### 종류
전자기 장해는 자연적 또는 인위적으로 발생될 수 있으며 발생원의 종류에 따라 연속적 장해와 과도적 장해로 구분된다. 자연적인 전자기 장해 발생원으로는 낙뢰, 정전기 등이 있고 인위적인 발생원으로는 방송, 통신등에 사용되는 방사주파수의 신호와 같은 의도적 발생원과 과도한 스위칭으로 인한 비의도적 발생원이 있다.

### 전달 경로

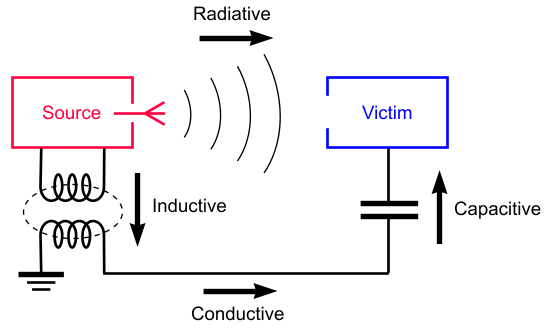
전자기 장해의 전달 경로

전자기 장해는 그림과 같이 네 가지의 전달 경로가 있다.
1. 방사주파수의 직접 전달
2. 인덕터에 의한 전달
3. 전기전도에 의한 전달
4. 축전기에 의한 전달

위와 같은 경로를 통해 전달된 전자기 장해는 감수품의 회로에서 전자파 결합을 일으켜 성능에 영향을 주게 된다.

## 전자기 적합성의 확보
전자기 적합성을 확보하기 위해서는 발생원의 불요파를 억제하는 방법과 감수품의 설계에서 내성을 높이는 방법, 전자파 차폐를 통해 감수성을 낮추는 방법 등이 사용된다.

### 기술적 난점
최근의 전기·전자 기기는 과거의 것에 비해 전자기 적합성을 구현하는 데 보다 높은 기술력을 요구한다. 그 까닭은 첫째 부품이 디지털화 되면서 보다 작은 전압에서 동작하여 내성이 낮아졌고, 둘째 플라스틱과 같은 비전도성 재질의 기구가 도입되어 과거 금속 재질의 기구가 갖는 기구의 전자파 차폐 능력이 줄어들었으며, 셋째 소형화와 집적도 증가로 인해 간섭요인이 증가하였다는 점 등이다.

## 규격과 법규
전기·전자 기기의 전자기 적합성을 확보하기 위한 국제 표준은 국제 전기 표준 회의의 TC77 분과에서 제정한 IEC61000이다. 세계 여러 나라는 이 국제 표준을 자기 나라의 사정에 맞게 준용하여 전자기 적합성 법규를 운용하고 있다.
대한민국은 전파법에 전자기 적합성 규제 근거를 마련하고 방송통신위원회 산하 한국전파연구소에서 규제 지침을 운용하고 있다.

### 규격
| 국내 전자기 적합 대상 기기와 국내외 규격 현황 |                                                                  |                                                                  |                                                |                           |                                               |
| 구분                                          | 국내 전자기 적합등록 대상 기기                                   | 국내 전자기 적합등록 대상 기기                                   | 국제 규격                                      | 국내 규격                 | 규격 현황                                     |
| 기본 규격                                     | 일반규격 시험시 기본 적용 규격 (시험장 평가 및 측정기기 조건 등) | 일반규격 시험시 기본 적용 규격 (시험장 평가 및 측정기기 조건 등) | CISPR 16-1,2:장해 방지 시험                    | KN 16-1~5, 2~4            | 개정(2006.1.2)                                |
| 기본 규격                                     | 일반규격 시험시 기본 적용 규격 (시험장 평가 및 측정기기 조건 등) | 일반규격 시험시 기본 적용 규격 (시험장 평가 및 측정기기 조건 등) | IEC61000-4-2,3,4,5,6,8,11:보호시험 방법        | KN-61000-4-2,3,4,5,6,8,11 | 개정(2006.1.2)                                |
| 기본 규격                                     | 일반규격 시험시 기본 적용 규격 (시험장 평가 및 측정기기 조건 등) | 일반규격 시험시 기본 적용 규격 (시험장 평가 및 측정기기 조건 등) | IEC61000-3-2,3: 하모닉 플리커                  | 없음                      | 정보기기 적용을 위한 규격 제정 작업 중        |
| 공통 규격                                     | 제품규격이 없는 경우 적용                                        | 제품규격이 없는 경우 적용                                        | IEC61000-6-1~4:주거,상업,공업환경 용           | 공통규격                  |                                               |
| 제품 규격                                     | ISM기기                                                          | EMI                                                              | CISPR 11:산업 과학 의료 용                     | KN11                      |                                               |
| 제품 규격                                     | ISM기기                                                          | EMS                                                              | IEC60601-1-2:의료용                            | KSC IEC60601-1-2          | 2020.8월에 4.1판 나옴 대한민국은 3.0판 사용중 |
| 제품 규격                                     | 방송수신기                                                       | EMI                                                              | CISPR 13:방송수신기                            | KN13                      |                                               |
| 제품 규격                                     | 방송수신기                                                       | EMS                                                              | CISPR 20:방송수신기                            | KN20                      |                                               |
| 제품 규격                                     | 가전기기                                                         | EMI                                                              | CISPR 14-1:가전/전자렌지                       | KN14-1 / KN19             |                                               |
| 제품 규격                                     | 가전기기                                                         | EMS                                                              | 국제 규격 없음                                 |                           |                                               |
| 제품 규격                                     | 조명기기                                                         | EMI                                                              | CISPR 15:조명기기                              | KN15                      |                                               |
| 제품 규격                                     | 조명기기                                                         | EMS                                                              |                                                | KN61547                   |                                               |
| 제품 규격                                     | 정보기기                                                         | EMI                                                              | CISPR 22:정보기기                              | KN22                      | 개정(2006.1.2)                                |
| 제품 규격                                     | 정보기기                                                         | EMS                                                              | CISPR 24:정보기기                              | KN24                      | 개정(2006.1.2)                                |
| 제품 규격                                     | 자동차(EMI/EMS)                                                  | 자동차(EMI/EMS)                                                  | IEC 자동차 규격                                | KN41                      |                                               |
| 제품 규격                                     | 고속철도                                                         | EMI                                                              | IEC 고속철도 규격                              | KN50                      |                                               |
| 제품 규격                                     | 고속철도                                                         | EMS                                                              | IEC 고속철도 규격                              | KN51                      |                                               |
| 제품 규격                                     | 전력선 통신                                                      | EMI                                                              | CISPR 규격 제정중                              | KN60                      |                                               |
| 제품 규격                                     | 전력선 통신                                                      | EMS                                                              | CISPR 24                                       | KN24                      |                                               |
| 제품 규격                                     | 고압설비(EMI/EMS)                                                | 고압설비(EMI/EMS)                                                | CISPR 18:고압설비                              | 국제적으로 적용 안됨      |                                               |
| 제품 규격                                     | 무선기기(EMI/EMS) (휴대폰, 무선렌)                               | 무선기기(EMI/EMS) (휴대폰, 무선렌)                               | ETSI EN301-489-1&7,17: 무선기기(휴대폰,무선렌) | KN301 489-1/17            |                                               |

## 같이 보기
- 누화
- 국제 비이온화 방사 보호 위원회